# Porosz G 10 sorozat

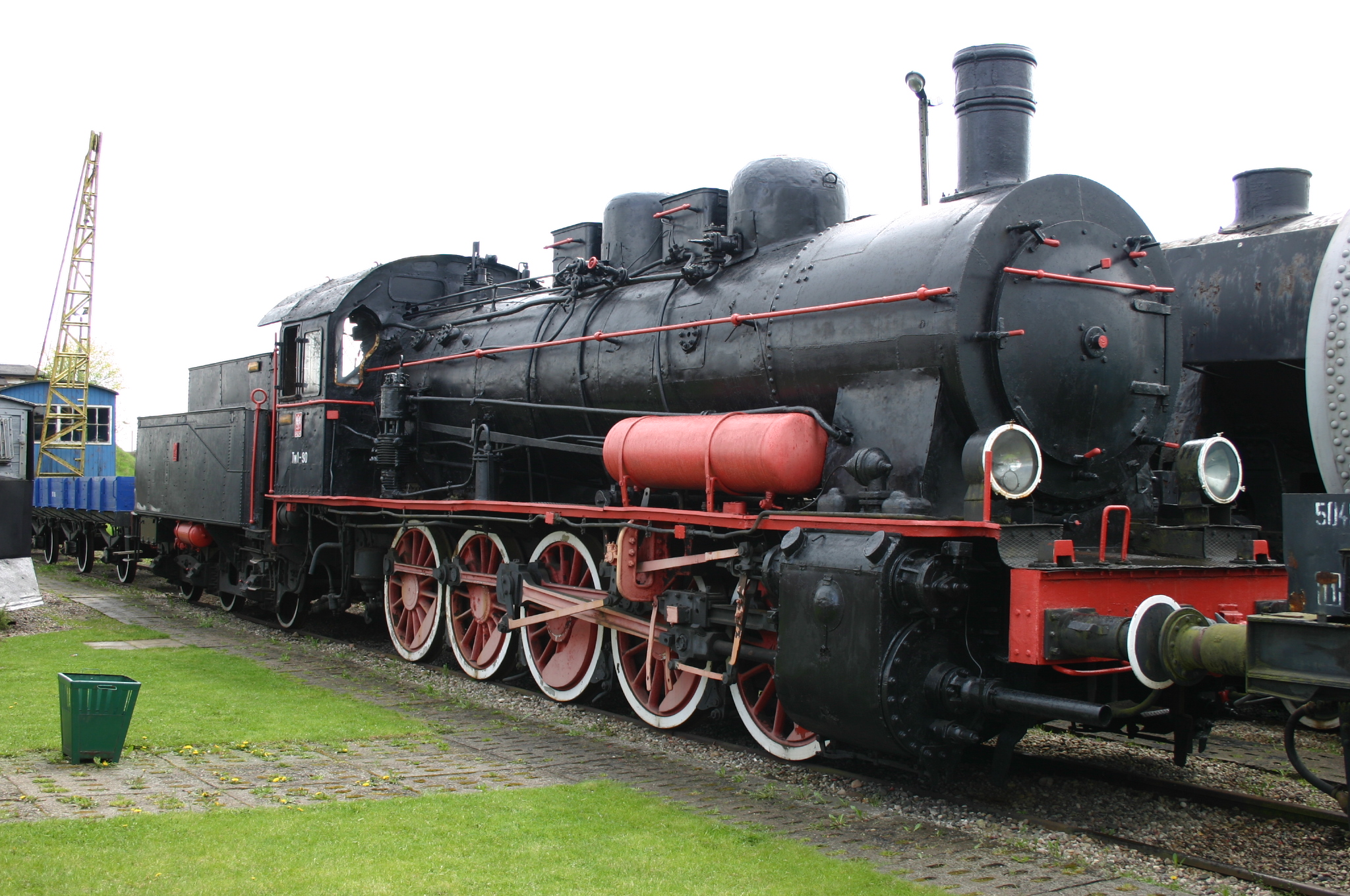
A PKP Tw1-90 pályaszámú mozdonya Koscierzynában

A Porosz G 10 sorozat egy porosz gőzmozdonysorozat volt. 1910 és 1931 között gyártották. Összesen 2992 db készült belőle.